# Кубок чемпионов КОНКАКАФ
Кубок чемпионов КОНКАКАФ (англ. CONCACAF Champions Cup, исп. Copa de Campeones CONCACAF) — ежегодный футбольный турнир, проводимый КОНКАКАФ среди лучших клубов стран Северной и Центральной Америки и Карибского бассейна. Проводится с 1962 года. С 2008 года до 2023 года носил название Лига чемпионов КОНКАКАФ (англ. CONCACAF Champions League, исп. Liga de Campeones CONCACAF). Является аналогом Лиги чемпионов УЕФА.

## Формат
Турнир проводится с февраля по май и состоит из 16 команд, играющих на выбывание. Десять команд проходят квалификацию автоматически на основании результатов внутренних соревнований, а также шесть лучших команд (чемпион, второе место, два проигравших полуфиналиста и два лучших проигравших четвертьфиналиста) Лиги КОНКАКАФ, сыгранной в конце предыдущего календарного года.
Каждый раунд соревнований состоит из серии из двух матчей дома и в гостях, победитель определяется по сумме голов за оба матча. Если сумма голов равна, применяется правило выездного гола. Если количество голов на выезде также равное, игра решается в серии пенальти; дополнительное время не предусмотрено.
До 2018 года турнир состоял из двух частей: групповой этап проводился с августа по октябрь, а плей-офф — с марта по май следующего года. На групповом этапе 24 команды играли в восьми группах по три команды в каждой, причём каждая команда дважды играла с двумя другими командами в своей группе. Команды из США и Мексики не могли попасть в одну группу. Победители каждой из восьми групп выходили в четвертьфинал. Каждая стадия плей-офф (четвертьфинал, полуфинал, финал) состояла из двух игр дома и в гостях, победитель определялся по сумме забитых мячей.
До сезона 2012/13 соревнования состояли из четырёх групп по четыре команды, в каждой из которых была одна мексиканская команда и одна команда США. Предварительный раунд плей-офф использовался для сокращения числа команд с 24 до 16.
Существует условие, что клуб-участник должен предоставить для проведения матчей стадион, удовлетворяющий требованиям КОНКАКАФ, на территории своей страны. Если клуб не может выполнить это условие, он будет исключён из турнира, как это случилось в сезонах 2009/10 и 2010/11, когда были исключены команды из Белиза и Никарагуа, а также 2011/12 и 2014/15, когда была исключена команда из Белиза. В случае исключения команды из Центральной Америки для её замены приглашается команда из страны этого региона, представители которой наиболее успешно выступили в предыдущем розыгрыше. В случае исключения команды Карибского бассейна её заменяет команда, занявшая 4-е место на клубном чемпионате Карибского бассейна.

## История
Первоначально турнир был создан в качестве возможности для участия в чемпионате Копа Либертадорес, организованном КОНМЕБОЛ в Южной Америке. До 2008 года турнир официально назывался «Кубок чемпионов КОНКАКАФ», но обычно его называли просто «Кубок чемпионов». За время существования соревнования было несколько различных форматов его проведения. С 1962 по 1995 год финалисты или клубы, участвующие в финальном раунде, определялись клубами, которые проходили отбор в двух отдельных группах: отборочный турнир в странах Карибского бассейна и квалификационный отбор в Северной / Центральной Америке. Первоначально участвовали только чемпионы североамериканских лиг. В 1971 году к ним присоединились участники, занявшие второе место в нескольких североамериканских лигах, и турнир начал расширяться, включая этапы группового раунда и большее количество команд. После создания в США лиги MLS, с 1997 года соревнования стали проводиться в формате матчей на выбывание, пока в 2008 году они не были преобразованы в турнир с групповым этапом.

### Кубок чемпионов (1962—2008)
Первый вариант соревнований — турнир на выбывание под названием «Кубок чемпионов» — проводился в различных форматах. Последний формат, использовавшийся с 2004 по 2008 год, предусматривал участие восьми команд — четырёх из североамериканской зоны (по две из Мексики и США), трёх из центральноамериканской зоны и одной из карибской зоны. С 2005 года чемпион соревнования также получает право на участие в Клубном чемпионате мира, что даёт клубам дополнительный стимул для активного участия и большего интереса со стороны болельщиков. Кроме того, победитель Кубка чемпионов становился одной из трёх команд КОНКАКАФ, приглашённых на Южноамериканский кубок.

### Лига чемпионов (2008—2017)
Исполнительный комитет КОНКАКАФ на своём заседании в ноябре 2006 года поддержал предложение, впервые выдвинутое в 2003 году тогдашним руководителем специальных проектов Мэлом Бреннаном о превращении Кубка чемпионов КОНКАКАФ в более крупное мероприятие в стиле «Лиги чемпионов». Исполнительный комитет КОНКАКАФ сообщил 14 ноября 2007 года некоторые детали.
Предыдущий формат Кубка чемпионов использовался, как и планировалось, в марте и апреле 2008 года. Затем, начиная с августа 2008 года и заканчивая маем 2009 года, был проведен новый расширенный турнир «Лига чемпионов». В первоначальном варианте в турнире участвовали 24 команды, и он включал в себя квалификационный раунд, в котором участвовали 16 команд. После этого 8 победителей раунда и 8 команд, не участвовавших в квалификационном раунде, разделялись на 4 группы по 4 команды. После группового этапа проводился турнир на выбывание начиная со стадии 1/4 финала.
С 2012 года 24 команды были разделены на восемь групп по три команды. Команды, занявшие первые места, выходили в четвертьфинал. Четвертьфинал, полуфинал и финал проводились в два матча.

### Реструктуризация турнира (2018—2023)
23 января 2017 года КОНКАКАФ утвердила новый формат, который будет использоваться начиная с 2018 года. Групповой этап, использовавшийся с 2008 года, был отменён.
Согласно новому регламенту соревнований, 31 клуб участвует в соревнованиях КОНКАКАФ. 22 команды участвуют в новом турнире, Лига КОНКАКАФ, который проводится с августа по декабрь. В Лиге КОНКАКАФ участвуют 18 команд из Центральной Америки, три команды из Карибского бассейна и одна команда из Северной Америки. Чемпионы и пять лучших клубов выходят в Лигу чемпионов КОНКАКАФ, которая проводится с февраля по май следующего календарного года. Также в Лиге Чемпионов участвуют девять команд из Северной Америки и одна команда из Карибского бассейна.

### Расширение (с 2024)
В сентябре 2021 года КОНКАКАФ объявила о расширении турнира, которое начнётся в 2024 году. Согласно новому формату, в Лиге чемпионов будут участвовать 27 команд, 22 команды квалифицируются в первый раунд:
- 5 клубов Лиги MX;
- 4 клуба MLS;
- 2 клуба Канадской премьер-лиги;
- 2 клуба Кубка лиг (финалист и команда, занявшая третье место);
- 1 победитель Открытого кубка США;
- 1 победитель Первенства Канады;
- 5 клубов Кубка Центральной Америки КОНКАКАФ (финалист, проигравшие полуфиналисты и 2 победителя плей-ин);
- 2 клуба Карибского кубка (финалист и команда, занявшая третье место).

В 1/8 финала встретятся 11 победителей первого раунда и 5 клубов:
- победитель Кубка MLS;
- победитель Лиги MX (победитель Апертуры или Клаусуры с наибольшим количеством очков);
- победитель Кубка лиг;
- победитель Кубка Центральной Америки КОНКАКАФ;
- победитель Карибского кубка.

Все матчи от первого раунда до полуфинала будут проходить в два круга (по 1 матчу дома и в гостях), а финал будет состоять из одного матча на нейтральной территории.

## Финалы
| Кубок чемпионов КОНКАКАФ | Кубок чемпионов КОНКАКАФ                                                           | Кубок чемпионов КОНКАКАФ | Кубок чемпионов КОНКАКАФ            |
| Сезон                    | Победитель                                                                         | Счёт                     | Финалист                            |
| ------------------------ | ---------------------------------------------------------------------------------- | ------------------------ | ----------------------------------- |
| 1962                     | Гвадалахара (Гвадалахара)                                                          | 1:0, 5:0                 | Комуникасьонес (Гватемала)          |
| 1963                     | Расинг Аитьян (Порт-о-Пренс)                                                       | 1                        | Гвадалахара (Гвадалахара)           |
| 1964                     | Не завершён2                                                                       | Не завершён2             | Не завершён2                        |
| 1965                     | Не завершён3                                                                       | Не завершён3             | Не завершён3                        |
| 1967                     | Альянса (Сан-Сальвадор)                                                            | 1:2, 3:0 доп. матч 5:3   | Йонг Коломбия (Бока-Сами, Кюрасао)  |
| 1968                     | Толука (Толука)                                                                    | 4                        |                                     |
| 1969                     | Крус Асуль (Мехико)                                                                | 0:0, 1:0                 | Комуникасьонес (Гватемала)          |
| 1970                     | Крус Асуль (Мехико)                                                                | 5                        |                                     |
| 1971                     | Крус Асуль (Мехико)                                                                | 5:16                     | Алахуэленсе (Алахуэла)              |
| 1972                     | Олимпия (Тегусигальпа)                                                             | 0:0, 2:0                 | Робингуд (Парамарибо)               |
| 1973                     | Трансвааль (Парамарибо)                                                            | 7                        |                                     |
| 1974                     | Мунисипаль (Гватемала)                                                             | 2:1, 2:1                 | Трансвааль (Парамарибо)             |
| 1975                     | Атлетико Эспаньол (Мехико)                                                         | 3:0, 2:1                 | Трансвааль (Парамарибо)             |
| 1976                     | Агила (Сан-Мигель)                                                                 | 5:1                      | Робингуд (Парамарибо)               |
| 1977                     | Америка (Мехико)                                                                   | 1:0, 1:1                 | Робингуд (Парамарибо)               |
| 1978                     | Леонес Негрос (Гвадалахара) Комуникасьонес (Гватемала) Дефенс Форс (Порт-оф-Спейн) | 8                        |                                     |
| 1979                     | ФАС (Санта-Ана)                                                                    | 1:0, 8:0                 | Йонг Коломбия (Бока-Сами, Кюрасао)  |
| 1980                     | УНАМ (Мехико)                                                                      | 9                        | Универсидад (Чолутека)              |
| 1981                     | Трансвааль (Парамарибо)                                                            | 1:0, 1:1                 | Атлетико Марте (Сан-Сальвадор)      |
| 1982                     | УНАМ (Мехико)                                                                      | 0:0, 3:2                 | Робингуд (Парамарибо)               |
| 1983                     | Атланте (Мехико)                                                                   | 1:1, 5:0                 | Робингуд (Парамарибо)               |
| 1984                     | Виолет (Порт-о-Пренс)                                                              | 10                       |                                     |
| 1985                     | Дефенс Форс (Порт-оф-Спейн)                                                        | 2:0, 0:1                 | Олимпия (Тегусигальпа)              |
| 1986                     | Алахуэленсе (Алахуэла)                                                             | 2:1, 2:1                 | Трансвааль (Парамарибо)             |
| 1987                     | Америка (Мехико)                                                                   | 1:1, 2:0                 | Дефенс Форс (Порт-оф-Спейн)         |
| 1988                     | Олимпия (Тегусигальпа)                                                             | 2:0, 2:0                 | Дефенс Форс (Порт-оф-Спейн)         |
| 1989                     | УНАМ (Мехико)                                                                      | 0:0, 3:2                 | Пинар-дель-Рио (Пинар-дель-Рио)     |
| 1990                     | Америка (Мехико)                                                                   | 2:2, 6:0                 | Пинар-дель-Рио (Пинар-дель-Рио)     |
| 1991                     | Пуэбла (Пуэбла)                                                                    | 3:1, 1:1                 | Полис (Сан-Фернандо)                |
| 1992                     | Америка (Мехико)                                                                   | 1:0                      | Алахуэленсе (Алахуэла)              |
| 1993                     | Саприсса (Сан-Хосе)                                                                | 9                        | Леон (Леон)                         |
| 1994                     | Картахинес (Картаго)                                                               | 3:2                      | Атланте (Мехико)                    |
| 1995                     | Саприсса (Сан-Хосе)                                                                | 9                        | Мунисипаль (Гватемала)              |
| 1996                     | Крус Асуль (Мехико)                                                                | 9                        | Некакса (Мехико)                    |
| 1997                     | Крус Асуль (Мехико)                                                                | 5:3                      | Лос-Анджелес Гэлакси (Лос-Анджелес) |
| 1998                     | Ди Си Юнайтед (Вашингтон)                                                          | 1:0                      | Толука (Толука)                     |
| 1999                     | Некакса (Мехико)                                                                   | 2:1                      | Алахуэленсе (Алахуэла)              |
| 2000                     | Лос-Анджелес Гэлакси (Лос-Анджелес)                                                | 3:2                      | Олимпия (Тегусигальпа)              |
| 2002                     | Пачука (Пачука)                                                                    | 1:0                      | Морелия (Морелия)                   |
| 2003                     | Толука (Толука)                                                                    | 3:3, 2:1                 | Морелия (Морелия)                   |
| 2004                     | Алахуэленсе (Алахуэла)                                                             | 1:1, 4:0                 | Саприсса (Сан-Хосе)                 |
| 2005                     | Саприсса (Сан-Хосе)                                                                | 2:0, 1:2                 | УНАМ (Мехико)                       |
| 2006                     | Америка (Мехико)                                                                   | 0:0, 2:1                 | Толука (Толука)                     |
| 2007                     | Пачука (Пачука)                                                                    | 2:2, 0:0 (п. 7:6)        | Гвадалахара (Гвадалахара)           |
| 2008                     | Пачука (Пачука)                                                                    | 1:1, 2:1                 | Саприсса (Сан-Хосе)                 |
| Лига чемпионов КОНКАКАФ  |                                                                                    |                          |                                     |
| 2008/09                  | Атланте (Канкун)                                                                   | 2:0, 0:0                 | Крус Асуль (Мехико)                 |
| 2009/10                  | Пачука (Пачука)                                                                    | 1:2, 1:0                 | Крус Асуль (Мехико)                 |
| 2010/11                  | Монтеррей (Монтеррей)                                                              | 2:2, 1:0                 | Реал Солт-Лейк (Солт-Лейк-Сити)     |
| 2011/12                  | Монтеррей (Монтеррей)                                                              | 2:0, 1:2                 | Сантос Лагуна (Торреон)             |
| 2012/13                  | Монтеррей (Монтеррей)                                                              | 0:0, 4:2                 | Сантос Лагуна (Торреон)             |
| 2013/14                  | Крус Асуль (Мехико)                                                                | 0:0, 1:1                 | Толука (Толука)                     |
| 2014/15                  | Америка (Мехико)                                                                   | 1:1, 4:2                 | Монреаль Импакт (Монреаль)          |
| 2015/16                  | Америка (Мехико)                                                                   | 2:0, 2:1                 | Тигрес (Монтеррей)                  |
| 2016/17                  | Пачука (Пачука)                                                                    | 1:1, 1:0                 | Тигрес (Монтеррей)                  |
| 2018                     | Гвадалахара (Гвадалахара)                                                          | 2:1, 1:2 (п. 4:2)        | Торонто (Торонто)                   |
| 2019                     | Монтеррей (Монтеррей)                                                              | 1:0, 1:1                 | УАНЛ Тигрес (Монтеррей)             |
| 2020                     | УАНЛ Тигрес (Монтеррей)                                                            | 2:1                      | Лос-Анджелес (Лос-Анджелес)         |
| 2021                     | Монтеррей (Монтеррей)                                                              | 1:0                      | Америка (Мехико)                    |
| 2022                     | Сиэтл Саундерс (Сиэтл)                                                             | 2:2, 3:0                 | УНАМ (Мехико)                       |
| 2023                     | Леон (Леон)                                                                        | 2:1, 1:0                 | Лос-Анджелес (Лос-Анджелес)         |
| Кубок чемпионов КОНКАКАФ |                                                                                    |                          |                                     |
| 2024                     | Пачука (Пачука)                                                                    | 3:0                      | Коламбус Крю (Колумбус)             |
| 2025                     | Крус Асуль (Мехико)                                                                | 5:0                      | Ванкувер Уайткэпс (Ванкувер)        |

## Статистика
- Лучшие бомбардиры Лиги чемпионов КОНКАКАФ

### Победы по клубам
| Клуб                   | Победы в финале | Поражения в финале | Годы побед в финале                      | Годы поражений в финале      |
| ---------------------- | --------------- | ------------------ | ---------------------------------------- | ---------------------------- |
| «Крус Асуль»           | 7               | 2                  | 1969, 1970, 1971, 1996, 1997, 2014, 2025 | 2009, 2010                   |
| «Америка»              | 7               | 1                  | 1977, 1987, 1990, 1992, 2006, 2015, 2016 | 2021                         |
| «Пачука»               | 6               | 0                  | 2002, 2007, 2008, 2010, 2017, 2024       |                              |
| «Монтеррей»            | 5               | 0                  | 2011, 2012, 2013, 2019, 2021             |                              |
| «Саприсса»             | 3               | 2                  | 1993, 1995, 2005                         | 2004, 2008                   |
| «УНАМ Пумас»           | 3               | 2                  | 1980, 1982, 1989                         | 2005, 2022                   |
| «Толука»               | 2               | 3                  | 1968, 2003                               | 1998, 2006, 2014             |
| «Трансвааль»           | 2               | 3                  | 1973, 1981                               | 1974, 1975, 1986             |
| «Алахуэленсе»          | 2               | 3                  | 1986, 2004                               | 1971, 1992, 1999             |
| «Олимпия»              | 2               | 2                  | 1972, 1988                               | 1985, 2000                   |
| «Гвадалахара»          | 2               | 2                  | 1962, 2018                               | 1963, 2007                   |
| «Дефенс Форс»          | 2               | 2                  | 1978†, 1985                              | 1987, 1988                   |
| «Атланте»              | 2               | 1                  | 1983, 2009                               | 1994                         |
| «УАНЛ Тигрес»          | 1               | 3                  | 2020                                     | 2016, 2017, 2019             |
| «Комуникасьонес»       | 1               | 2                  | 1978                                     | 1962, 1969                   |
| «Мунисипаль»           | 1               | 1                  | 1974                                     | 1995                         |
| «Некакса»              | 1               | 1                  | 1999                                     | 1996                         |
| «Лос-Анджелес Гэлакси» | 1               | 1                  | 2000                                     | 1997                         |
| «Леон»                 | 1               | 1                  | 2023                                     | 1993                         |
| «Расинг Аитьян»        | 1               | 0                  | 1963                                     |                              |
| «Альянса»              | 1               | 0                  | 1967                                     |                              |
| «Атлетико Эспаньол»    | 1               | 0                  | 1975                                     |                              |
| «Агила»                | 1               | 0                  | 1976                                     |                              |
| «Леонес Негрос»        | 1               | 0                  | 1978†                                    |                              |
| ФАС                    | 1               | 0                  | 1979                                     |                              |
| «Виолет»               | 1               | 0                  | 1984                                     |                              |
| «Пуэбла»               | 1               | 0                  | 1991                                     |                              |
| «Картахинес»           | 1               | 0                  | 1994                                     |                              |
| «Ди Си Юнайтед»        | 1               | 0                  | 1998                                     |                              |
| «Сиэтл Саундерс»       | 1               | 0                  | 2022                                     |                              |
| «Робингуд»             | 0               | 5                  |                                          | 1972, 1976, 1977, 1982, 1983 |
| «Йонг Колумбия»        | 0               | 2                  |                                          | 1967, 1979                   |
| «Пинар-дель-Рио»       | 0               | 2                  |                                          | 1989, 1990                   |
| «Монаркас Морелия»     | 0               | 2                  |                                          | 2002, 2003                   |
| «Сантос Лагуна»        | 0               | 2                  |                                          | 2012, 2013                   |
| «Лос-Анджелес»         | 0               | 2                  |                                          | 2020, 2023                   |
| «Универсидад»          | 0               | 1                  |                                          | 1980                         |
| «Атлетико Марте»       | 0               | 1                  |                                          | 1981                         |
| «Полис»                | 0               | 1                  |                                          | 1991                         |
| «Реал Солт-Лейк»       | 0               | 1                  |                                          | 2011                         |
| «Монреаль Импакт»      | 0               | 1                  |                                          | 2015                         |
| «Торонто»              | 0               | 1                  |                                          | 2018                         |
| «Коламбус Крю»         | 0               | 1                  |                                          | 2024                         |
| «Ванкувер Уайткэпс»    | 0               | 1                  |                                          | 2025                         |

### По странам
| Страна                           | П  | Ф  |
| -------------------------------- | -- | -- |
| Мексика                          | 40 | 59 |
| Коста-Рика                       | 6  | 11 |
| США                              | 3  | 8  |
| Сальвадор                        | 3  | 4  |
| Суринам                          | 2  | 10 |
| Гватемала                        | 2  | 5  |
| Тринидад и Тобаго                | 2  | 5  |
| Гондурас                         | 2  | 5  |
| Гаити                            | 2  | 2  |
| Канада                           |    | 3  |
| Нидерландские Антильские острова |    | 2  |
| Куба                             |    | 2  |